# Seznam členů Senátu Parlamentu České republiky (2006–2008)
Toto je seznam členů Senátu Parlamentu České republiky v 6. dvouletém volebním období 2006–2008 zahájeném po skončených volbách do 1/3 horní komory.

## Seznam senátorů
| Senátní obvod             | Jméno                | Volební strana                       | Rok zvolení      |
| ------------------------- | -------------------- | ------------------------------------ | ---------------- |
| 1. – Karlovy Vary         | Jan Horník           | nestr./SNK ED                        | 2004             |
| 2. – Sokolov              | Pavel Čáslava        | ODS                                  | 2006             |
| 3. – Cheb                 | Ladislav Macák       | ČSSD                                 | 2002             |
| 4. – Most                 | Vlastimil Balín      | KSČM                                 | 2004             |
| 5. – Chomutov             | Petr Skála           | nestr.                               | 2006             |
| 5. – Chomutov             | Václav Homolka       | KSČM                                 | 2007             |
| 6. – Louny                | Miloslav Pelc        | ODS                                  | 2002             |
| 7. – Plzeň-město          | Jiří Šneberger       | ODS                                  | 2004             |
| 8. – Rokycany             | Luděk Sefzig         | ODS                                  | 2000, 2006       |
| 9. – Plzeň-město          | Richard Sequens      | US-DEU                               | 2002             |
| 10. – Český Krumlov       | Tomáš Jirsa          | ODS                                  | 2004             |
| 11. – Domažlice           | Jiřina Rippelová     | ČSSD                                 | 2006             |
| 12. – Strakonice          | Pavel Rychetský      | ČSSD                                 | 2002             |
| 13. – Tábor               | Pavel Eybert         | ODS                                  | 1996, 1998, 2004 |
| 14. – České Budějovice    | Jiří Pospíšil        | ODS                                  | 1996, 2000, 2006 |
| 15. – Pelhřimov           | Milan Štěch          | ČSSD                                 | 1996, 2002       |
| 16. – Beroun              | Jiří Oberfalzer      | ODS                                  | 2004             |
| 17. – Praha 12            | Tomáš Grulich        | ODS                                  | 2006             |
| 18. – Příbram             | Jaromír Volný        | ODS                                  | 2002             |
| 19. – Praha 11            | Jan Nádvorník        | ODS                                  | 2004             |
| 20. – Praha 4             | Tomáš Töpfer         | nestr./ODS                           | 2006             |
| 21. – Praha 5             | Miroslav Škaloud     | ODS                                  | 2002             |
| 22. – Praha 10            | Jaromír Štětina      | nestr./SZ                            | 2004             |
| 23. – Praha 8             | Alena Palečková      | ODS                                  | 1996, 2000, 2006 |
| 24. – Praha 9             | Josef Pavlata        | ODS                                  | 2002             |
| 25. – Praha 6             | Karel Schwarzenberg  | ODA/US-DEU                           | 2004             |
| 26. – Praha 2             | Daniela Filipiová    | ODS                                  | 2000, 2006       |
| 27. – Praha 1             | Martin Mejstřík      | ODS                                  | 2002             |
| 28. – Mělník              | Jiří Nedoma          | ODS                                  | 2004             |
| 29. – Litoměřice          | Alexandr Vondra      | ODS                                  | 2006             |
| 30. – Kladno              | Ladislav Svoboda     | ČSSD                                 | 2002             |
| 31. – Ústí nad Labem      | Pavel Sušický        | ODS                                  | 2004             |
| 32. – Teplice             | Jaroslav Kubera      | ODS                                  | 2000, 2006       |
| 33. – Děčín               | Josef Zoser          |                                      | 2002             |
| 34. – Liberec             | Přemysl Sobotka      | ODS                                  | 1996, 1998, 2004 |
| 35. – Jablonec nad Nisou  | Soňa Paukrtová       | nestr./SOS                           | 2000, 2006       |
| 36. – Česká Lípa          | Karel Tejnora        | ODS                                  | 2002             |
| 37. – Jičín               | Jiří Liška           | ODS                                  | 1996, 1998, 2004 |
| 38. – Mladá Boleslav      | Jaromír Jermář       | ČSSD                                 | 2006             |
| 39. – Trutnov             | Ivan Adamec          | ODS                                  | 2002             |
| 40. – Kutná Hora          | Bedřich Moldan       | ODS                                  | 2004             |
| 41. – Benešov             | Karel Šebek          | ODS                                  | 2006             |
| 42. – Kolín               | Jan Rakušan          | ČSSD                                 | 2002             |
| 43. – Pardubice           | Jiří Stříteský       | ODS                                  | 2004             |
| 44. – Chrudim             | Petr Pithart         | KDU-ČSL                              | 1996, 2000, 2006 |
| 45. – Hradec Králové      | Karel Barták         | nestr.                               | 2002             |
| 46. – Ústí nad Orlicí     | Ludmila Müllerová    | KDU-ČSL                              | 2004             |
| 47. – Náchod              | Petr Pakosta         | ODS                                  | 2006             |
| 48. – Rychnov nad Kněžnou | Václava Domšová      | SNK                                  | 2002             |
| 49. – Blansko             | Vlastimil Sehnal     | ODS                                  | 2004             |
| 50. – Svitavy             | Václav Koukal        | nestr./KDU-ČSL                       | 2006             |
| 51. – Žďár nad Sázavou    | Josef Novotný        | SNK                                  | 2002             |
| 52. – Jihlava             | Václav Jehlička      | KDU-ČSL                              | 1996, 1998, 2004 |
| 53. – Třebíč              | Vítězslav Jonáš      | ODS                                  | 2006             |
| 54. – Znojmo              | Milan Špaček         | KDU-ČSL                              | 2004             |
| 55. – Brno-město          | Tomáš Julínek        | ODS                                  | 1998, 2004       |
| 56. – Břeclav             | Jan Hajda            | ČSSD                                 | 2006             |
| 57. – Vyškov              | Ivo Bárek            | ČSSD                                 | 2002             |
| 58. – Brno-město          | Rostislav Slavotínek | KDU-ČSL                              | 2004             |
| 59. – Brno-město          | Richard Svoboda      | ODS                                  | 2006             |
| 60. – Brno-město          | Jiří Zlatuška        | LRS                                  | 2002             |
| 61. – Olomouc             | Jan Hálek            | ODS                                  | 2004             |
| 62. – Prostějov           | Božena Sekaninová    | ČSSD                                 | 2006             |
| 63. – Přerov              | Jitka Seitlová       | nestr.                               | 2002             |
| 64. – Bruntál             | Jiří Žák             | ODS                                  | 2004             |
| 65. – Šumperk             | Adolf Jílek          | KDU-ČSL                              | 2000, 2006       |
| 66. – Olomouc             | Vítězslav Vavroušek  | ODS                                  | 2002             |
| 67. – Nový Jičín          | Milan Bureš          | ODS                                  | 2004             |
| 68. – Opava               | Václav Vlček         | ODS                                  | 2006             |
| 69. – Frýdek-Místek       | František Kopecký    | ODS                                  | 2002             |
| 70. – Ostrava-město       | Liana Janáčková      | nestr./NEZ                           | 2004             |
| 71. – Ostrava-město       | Otakar Veřovský      | ČSSD                                 | 2006             |
| 72. – Ostrava-město       | Václav Roubíček      | ODS                                  | 2002             |
| 73. – Frýdek-Místek       | Igor Petrov          | SNK sdružení nezávislých             | 2004             |
| 74. – Karviná             | Petr Vícha           | ČSSD                                 | 2006             |
| 75. – Karviná             | Eduard Matykiewicz   | KSČM                                 | 2002             |
| 76. – Kroměříž            | Zdeněk Janalík       | ODS                                  | 2004             |
| 77. – Vsetín              | Jiří Čunek           | KDU-ČSL                              | 2006             |
| 78. – Zlín                | Alena Gajdůšková     | ČSSD                                 | 2002             |
| 79. – Hodonín             | Alena Venhodová      | ODS                                  | 2004             |
| 80. – Zlín                | Jana Juřenčáková     | nestr./Nezávislí starostové pro kraj | 2006             |
| 81. – Uherské Hradiště    | Josef Vaculík        | KDU-ČSL                              | 2002             |